# Battaglia di Blackburn's Ford
La battaglia di Blackburn's Ford è stata un episodio della campagna di Manassas della guerra di secessione americana durante la quale una brigata nordista, che aveva avuto ordine di verificare le difese confederate lungo il Bull Run, venne attaccata mentre cercava di attraversare il fiume e fu costretta a ritirarsi più a monte.

## Contesto
Il 16 luglio 1861 le forze del brigadiere generale Irvin McDowell (circa 35 000 soldati nordisti) partirono da Washington per dare battaglia contro l'Armata confederata del Potomac concentrati nei pressi dello snodo ferroviario di Manassas.
Il brigadiere generale confederato Beauregard – che sotto il comando aveva circa 22 000 soldati concentrati nei pressi del Bull Run – si aspettava un attacco nordista per il 18 o il 19 luglio e chiese rinforzi all'Armata dello Shenandoah di Joseph E. Johnston.

## La battaglia
Il 18 luglio McDowell chiese al suo ufficiale Tyler di cercare un punto per guadare il Bull Run. Tyler marciò verso sud-est e arrivò a Blackburn's Ford verso le 11 del mattino. Qui venne sorpreso da una brigata confederata comandata dal brigadiere generale James Longstreet.
Dopo uno scontro durato qualche ora Tyler dovette ritirarsi e McDowell decise che avrebbe attaccato frontalmente le truppe di Beauregard a Bull Run.